# 2011年費爾干納盆地地震
2011年費爾干納盆地地震發生於當地時間2011年7月20日01:35，影響烏茲別克、吉爾吉斯、塔吉克等地。震央位於吉爾吉斯邊界的費爾干納盆地地區，成因為逆斷層，地震矩規模6.2，最大震度為麥加利地震震度8級。此次地震造成14人死亡與68人受傷。
| 國家 | 死亡 | 受傷 |
| ---- | ---- | ---- |
|      | 13   | 86   |
|      | 1    | 0    |
| 總計 | 14   | 86   |

## 影響
此次地震造成塔吉克苦盞一名男子跳窗逃生死亡。總計證實有14人死亡與86人受傷，另外35人住院。費爾干納州地區有許多房屋損毀及牆壁龜裂。馬爾吉蘭地區有許多房屋被摧毀。許多居民驚慌失措地跑到街上。一顆落石使巴特肯與奧什之間的高速公路封閉。吉爾吉斯費爾干納市區的公寓被疏散。至少800棟房屋損毀。並造成Kadamzhai、Tulgone、Kyzyl-Bulun、Halmion、Ohne、Yargutane與Tamas等地區的電力受短暫影響。烏茲別克Hamza地區的醫院嚴重受損。